# Фрідріх Вільгельм Зіберт
Фрідріх Вільгельм Зіберт (нім. Friedrich Wilhelm Siebert; 22 серпня 1903, Нойштадт — 29 березня 1966, Прін-ам-Кімзе) — німецький юрист і політик, оберфюрер СС (9 листопада 1943).

## Біографія
Вивчав юриспруденцію в Ерлангенському і Мюнхенському університетах (1931), доктор права (1932). В лютому 1931 року вступив у НСДАП (партійний квиток №434 120), в травні 1935 року — в СС (посвідчення №268 998). Працював адвокатом. З квітня 1933 року — бургомістр Ліндау. З 1939 року — ландрат в Бад-Кіссінгені. В 1939-40 і 1943-44 роках — начальник головного відділу  Головного адміністративного управління генерал-губернаторства. З листопада 1944 року — заступник міністра фінансів і економіки Баварії і заступник гауляйтера Мюнхена-Верхньої Баварії. В травні 1945 року інтернований англо-американськими військами і в листопаді 1946 року переданий польській владі. 19 липня 1948 року засуджений до 12 років тюремного ув'язнення. В 1956 році звільнений і переїхав у ФРН. З травня 1960 року — почесний бургомістр Пріна-ам-Кімзе.